# Lijst van rijksmonumenten in Epe (gemeente)
De gemeente Epe telt 77 inschrijvingen in het rijksmonumentenregister, hieronder een overzicht. 

## Emst
De plaats Emst telt 3 inschrijvingen in het rijksmonumentenregister.
| Object | Oorspronkelijke functie? | Bouwjaar                                     | Architect | Locatie            | Coördinaten?                  | Nr.?  | Afbeelding |
| --- | ------------------------ | -------------------------------------------- | --------- | ------------------ | ----------------------------- | ----- | --- |
| Goed bewaarde hoeve, onder rieten dak en met vlechtingen in de voorgevel. Vensters met luiken en 20-ruitsschuiframen. Deur met eenvoudig bovenlicht     | Boerderij                | 1851 (jaartalankers)                         |           | Hanendorperweg 62  | 52° 18' 53" NB, 5° 58' 3" OL  | 15335 | Goed bewaarde hoeve, onder rieten dak en met vlechtingen in de voorgevel. Vensters met luiken en 20-ruitsschuiframen. Deur met eenvoudig bovenlicht     |
| Goed bewaarde boerderij in gave landschappelijke omgeving. Strodak, vensters met luiken en negenruitsschuiframen in de voorgevel                        | Boerderij                | eerste helft 19e eeuw                        |           | Laarstraat 24      | 52° 19' 41" NB, 5° 58' 12" OL | 15337 | Goed bewaarde boerderij in gave landschappelijke omgeving. Strodak, vensters met luiken en negenruitsschuiframen in de voorgevel                        |
| Gepleisterde boerderij op T-vormige plattegrond met op het woongedeelte een rieten schilddak                                                            | Boerderij                | begin 19e eeuw                               |           | Smallertsweg 6     | 52° 18' 34" NB, 5° 58' 59" OL | 15338 | Gepleisterde boerderij op T-vormige plattegrond met op het woongedeelte een rieten schilddak                                                            |
| Boerderij met fraai rieten wolfdak en gepleisterde voorgevel, waarin vensters met goede roedenverdeling in de ramen. Houten schuur en twee roedenbergen | Boerderij                | wellicht 18e eeuw (oorsprong)                |           | Gortelseweg 73     | 52° 18' 40" NB, 5° 54' 11" OL | 15339 | Boerderij met fraai rieten wolfdak en gepleisterde voorgevel, waarin vensters met goede roedenverdeling in de ramen. Houten schuur en twee roedenbergen |
| Eenvoudig keuterijtje van goede hoofdvormen en met rieten wolfdak. Hooiberg en houten schuur                                                            | Boerderij                | mogelijk eerste kwart 19e eeuw               |           | Hanendorperweg 119 | 52° 18' 33" NB, 5° 53' 54" OL | 15340 | Eenvoudig keuterijtje van goede hoofdvormen en met rieten wolfdak. Hooiberg en houten schuur                                                            |
| Keuterijtje, met rieten wolfdak. Inwendig: goede schouw met paarse tegels                                                                               | Boerderij                | waarschijnlijk 18e eeuw                      |           | Hanendorperweg 113 | 52° 18' 37" NB, 5° 54' 18" OL | 15341 | Keuterijtje, met rieten wolfdak. Inwendig: goede schouw met paarse tegels                                                                               |
| Boerderij onder rieten wolfdak en met gepleisterde voorgevel, waarin vensters met zesruitsramen en luiken. Gaaf bouwlichaam. Erf met mooi geboomte      | Boerderij                | mogelijk eerste kwart 19e eeuw (bouwlichaam) |           | Hanendorperweg 117 | 52° 18' 33" NB, 5° 53' 58" OL | 15342 | Boerderij onder rieten wolfdak en met gepleisterde voorgevel, waarin vensters met zesruitsramen en luiken. Gaaf bouwlichaam. Erf met mooi geboomte      |
| Boerderij met goede hoofdvorm en rieten wolfdak | Boerderij                | mogelijk eerste kwart 19e eeuw               |           | Hanendorperweg 115 | 52° 18' 40" NB, 5° 54' 21" OL | 15343 | Boerderij met goede hoofdvorm en rieten wolfdak |
| Boerderij met goede hoofdvorm en rieten wolfdak | Boerderij                | mogelijk eerste kwart 19e eeuw               |           | Oranjeweg 119      | 52° 18' 47" NB, 5° 53' 45" OL | 15344 | Meer afbeeldingen |

## Epe
De plaats Epe telt 32 inschrijvingen in het rijksmonumentenregister. Zie Lijst van rijksmonumenten in Epe (plaats) voor een overzicht.

## Gortel
De plaats Gortel telt 6 inschrijvingen in het rijksmonumentenregister.
| Object                                                                                             | Oorspronkelijke functie? | Bouwjaar                    | Architect | Locatie | Coördinaten?                  | Nr.?  | Afbeelding  |
| -------------------------------------------------------------------------------------------------- | ------------------------ | --------------------------- | --------- | ------- | ----------------------------- | ----- | ----------- |
| Terrein waarin negen grafheuvels. 't Vorenhul (3) Vleugelweg (3) Vleugelweg (2) Hanendorperweg (1) | Archeologisch monument   | Neolithicum en/of Bronstijd |           |         | 52° 18' 2" NB, 5° 52' 27" OL  | 45354 | Upload foto |
| Terrein waarin twee grafheuvels. Gortelse Heide en Vierhoutenseweg                                 | Archeologisch monument   | Neolithicum en/of Bronstijd |           |         | 52° 19' 33" NB, 5° 52' 38" OL | 45355 | Upload foto |
| Terrein waarin een grafheuvel                                                                      | Archeologisch monument   | Neolithicum en/of Bronstijd |           |         | 52° 19' 39" NB, 5° 53' 16" OL | 45356 | Upload foto |
| Terrein waarin tien grafheuvels. Hakkeltseweg (4) Bloemendaalseweg (3) Bloemendaalseweg (3)        | Archeologisch monument   | Neolithicum en/of Bronstijd |           |         | 52° 18' 27" NB, 5° 55' 40" OL | 45360 | Upload foto |
| Terrein waarin zes grafheuvels. Hanendorperweg (1) Beukheggeweg (5)                                | Archeologisch monument   | Neolithicum en/of Bronstijd |           |         | 52° 18' 41" NB, 5° 51' 51" OL | 45362 | Upload foto |
| Terrein waarin een grafheuvel                                                                      | Archeologisch monument   | Neolithicum en/of Bronstijd |           |         | 52° 17' 50" NB, 5° 51' 17" OL | 45363 | Upload foto |

## Niersen
De plaats Niersen telt 4 inschrijvingen in het rijksmonumentenregister.
| Object | Oorspronkelijke functie? | Bouwjaar                    | Architect | Locatie | Coördinaten?                  | Nr.?  | Afbeelding  |
| --- | ------------------------ | --------------------------- | --------- | ------- | ----------------------------- | ----- | ----------- |
| Terrein waarin een grafheuvel | Archeologisch monument   | Neolithicum en/of Bronstijd |           |         | 52° 17' 23" NB, 5° 52' 45" OL | 45353 | Upload foto |
| Terrein waarin elf grafheuvels en overblijfselen van prehistorische akkers (Celtic fields). Elburgerweg (4) Galgenberg (6) Gortelseweg - Hartensche Molenbeek (1 + Celtic fields) | Archeologisch monument   | prehistorie                 |           |         | 52° 17' 40" NB, 5° 55' 19" OL | 45357 | Upload foto |
| Terrein waarin een grafheuvel | Archeologisch monument   | Neolithicum en/of Bronstijd |           |         | 52° 17' 52" NB, 5° 54' 40" OL | 45359 | Upload foto |
| Terrein waarin drie grafheuvels | Archeologisch monument   | Neolithicum en/of Bronstijd |           |         | 52° 17' 37" NB, 5° 53' 59" OL | 45361 | Upload foto |

## Oene
De plaats Oene telt 7 inschrijvingen in het rijksmonumentenregister.
| Object                                                           | Oorspronkelijke functie?  | Bouwjaar                                                                                       | Architect | Locatie            | Coördinaten?                 | Nr.?  | Afbeelding        |
| ---------------------------------------------------------------- | ------------------------- | ---------------------------------------------------------------------------------------------- | --------- | ------------------ | ---------------------------- | ----- | ----------------- |
| Hervormde kerk                                                   | Kerk en kerkonderdeel     | 12e eeuw (toren) eerste helft 14e eeuw (verhoogd) 15e eeuw (zijbeuken) 1951 (noordelijke beuk) |           | Dorpsstraat 1      | 52° 20' 39" NB, 6° 2' 50" OL | 15349 | Meer afbeeldingen |
| Boerderij met woonhuis onder hoog schilddak met hoekschoorstenen | Boerderij                 | midden 19e eeuw                                                                                |           | Eperweg 14         | 52° 20' 46" NB, 6° 2' 43" OL | 15350 | Meer afbeeldingen |
| Korenmolen Werklust                                              | Industrie- en poldermolen | 1858 (bouw) 1964 (rest.)                                                                       |           | Houtweg 41         | 52° 20' 53" NB, 6° 3' 7" OL  | 15351 | Meer afbeeldingen |
| Herenboerderij                                                   | Boerderij                 | ca. 1860                                                                                       |           | Houtweg 2          | 52° 20' 36" NB, 6° 2' 57" OL | 15352 | Meer afbeeldingen |
| Gaaf bewaarde boerderij met gepleisterde gevels en rieten dak    | Boerderij                 | ca. 1800                                                                                       |           | Ooster Oenerweg 17 | 52° 21' 11" NB, 6° 3' 15" OL | 15353 | Meer afbeeldingen |
| Kleine boerderij                                                 | Boerderij                 | 1821                                                                                           |           | IJsseldijk 6       | 52° 21' 15" NB, 6° 4' 53" OL | 15354 | Meer afbeeldingen |
| Eenvoudige boerderij met dwars woonhuis                          | Boerderij                 | 1841                                                                                           |           | IJsseldijk 8       | 52° 21' 14" NB, 6° 4' 58" OL | 15356 | Meer afbeeldingen |

## Schaveren
De plaats Schaveren telt 5 inschrijvingen in het rijksmonumentenregister.
| Object                                                 | Oorspronkelijke functie? | Bouwjaar                              | Architect | Locatie | Coördinaten?                  | Nr.?  | Afbeelding  |
| ------------------------------------------------------ | ------------------------ | ------------------------------------- | --------- | ------- | ----------------------------- | ----- | ----------- |
| Terrein waarin drie grafheuvels en een verdedigingswal | Archeologisch monument   | Bronstijd en waarschijnlijk IJzertijd |           |         | 52° 19' 38" NB, 5° 56' 4" OL  | 45343 | Upload foto |
| Terrein waarin Celtic fields                           | Archeologisch monument   | 700 - 10 v. Chr                       |           |         | 52° 18' 42" NB, 5° 57' 5" OL  | 45344 | Upload foto |
| Terrein waarin resten van een grafheuvel               | Archeologisch monument   | Neolithicum                           |           |         | 52° 19' 29" NB, 5° 57' 20" OL | 45364 | Upload foto |
| Terrein waarin een grafheuvel                          | Archeologisch monument   | Neolithicum en/of Bronstijd           |           |         | 52° 19' 24" NB, 5° 57' 6" OL  | 45365 | Upload foto |
| Terrein waarin een gedeelte van een grafheuvel         | Archeologisch monument   | Bronstijd                             |           |         | 52° 19' 40" NB, 5° 56' 39" OL | 45366 | Upload foto |

## Tongeren
De plaats Tongeren telt 3 inschrijvingen in het rijksmonumentenregister.
| Object                          | Oorspronkelijke functie? | Bouwjaar                    | Architect | Locatie | Coördinaten?                  | Nr.?  | Afbeelding                      |
| ------------------------------- | ------------------------ | --------------------------- | --------- | ------- | ----------------------------- | ----- | ------------------------------- |
| Terrein waarin een grafheuvel   | Archeologisch monument   | Bronstijd                   |           |         | 52° 21' 18" NB, 5° 57' 1" OL  | 45341 | Upload foto                     |
| Terrein waarin drie grafheuvels | Archeologisch monument   | Neolithicum en/of Bronstijd |           |         | 52° 21' 42" NB, 5° 55' 37" OL | 45349 | Terrein waarin drie grafheuvels |
| Terrein waarin een grafheuvel   | Archeologisch monument   | Neolithicum en/of Bronstijd |           |         | 52° 21' 32" NB, 5° 55' 7" OL  | 45350 | Upload foto                     |

## Vaassen
De plaats Vaassen telt 16 inschrijvingen in het rijksmonumentenregister. Zie Lijst van rijksmonumenten in Vaassen voor een overzicht.

## Wissel
De plaats Wissel telt 1 inschrijving in het rijksmonumentenregister.
| Object                          | Oorspronkelijke functie? | Bouwjaar  | Architect | Locatie | Coördinaten?                  | Nr.?  | Afbeelding  |
| ------------------------------- | ------------------------ | --------- | --------- | ------- | ----------------------------- | ----- | ----------- |
| Terrein waarin drie grafheuvels | Archeologisch monument   | Bronstijd |           |         | 52° 20' 44" NB, 5° 56' 30" OL | 45342 | Upload foto |

Aalten ·
Apeldoorn ·
Arnhem ·
Barneveld ·
Berg en Dal ·
Berkelland ·
Beuningen ·
Bronckhorst ·
Brummen ·
Buren ·
Culemborg ·
Doesburg ·
Doetinchem ·
Druten ·
Duiven ·
Ede ·
Elburg ·
Epe ·
Ermelo ·
Harderwijk ·
Hattem ·
Heerde ·
Heumen ·
Lingewaard ·
Lochem ·
Maasdriel ·
Montferland ·
Neder-Betuwe ·
Nijkerk ·
Nijmegen ·
Nunspeet ·
Oldebroek ·
Oost Gelre ·
Oude IJsselstreek ·
Overbetuwe ·
Putten ·
Renkum ·
Rheden ·
Rozendaal ·
Scherpenzeel ·
Tiel ·
Voorst ·
Wageningen ·
West Betuwe ·
West Maas en Waal ·
Westervoort ·
Wijchen ·
Winterswijk ·
Zaltbommel ·
Zevenaar ·
Zutphen